# Un poliziotto sull'isola
Un poliziotto sull'isola (Beretta's Island) è un film del 1993 diretto da Michael Preece.
I  protagonisti della pellicola sono Franco Columbu, Van Quattro e Ken Kercheval. Il film fu girato in gran parte a Ollolai, in Sardegna.

## Trama
Franco Armando è un detective che decide di licenziarsi per vendicare l'omicidio a sangue freddo di un poliziotto. Per seguire le orme dell'assassino, l'ex agente Interpol si trasferisce in Sardegna, nella terra dove è nato, precisamente a Ollolai. Qui si rende conto che la sua Sardegna da vero paradiso naturale  è stato trasformata in un inferno dai narcotrafficanti e dal traffico di droga. Nel frattempo gli giunge notizia che la figlia del suo migliore amico, Celeste, viene rapita e fatta prigioniera. Per liberarla viene accompagnato da Linda, sua collega di lavoro, della quale in seguito s'innamorerà. Alla fine Franco riuscirà a sgominare la banda dei narcotrafficanti e a riportare la pace nel suo paese e su tutta la Sardegna.

## Produzione
Il film è stato prodotto dallo stesso Franco Columbu, in collaborazione con, Buck Holland, Lana Brunner, Dennis Durney. Arnold Schwarzenegger è protagonista, all'inizio del film, di un cameo.

## Sequel
Qualche anno dopo Franco Columbu ritorna a Ollolai per girare un altro film chiamato Doublecross on Costa's Island. Alcune scene del film furono girate ancora una volta a Ollolai e in Costa Smeralda.